# نیکولو توفاناری
نیکولو توفاناری (انگلیسی: Niccolò Tofanari؛ زادهٔ ۱۲ مهٔ ۱۹۹۸) بازیکن فوتبال است.
وی همچنین در تیم‌های ملی فوتبال زیر ۱۷ سال ایتالیا، زیر ۱۸ سال ایتالیا، و زیر ۱۹ سال ایتالیا بازی کرده‌است.